# Tandilia rodea
Tandilia rodea là một loài bướm đêm trong họ Noctuidae.